# 난부 시게나오

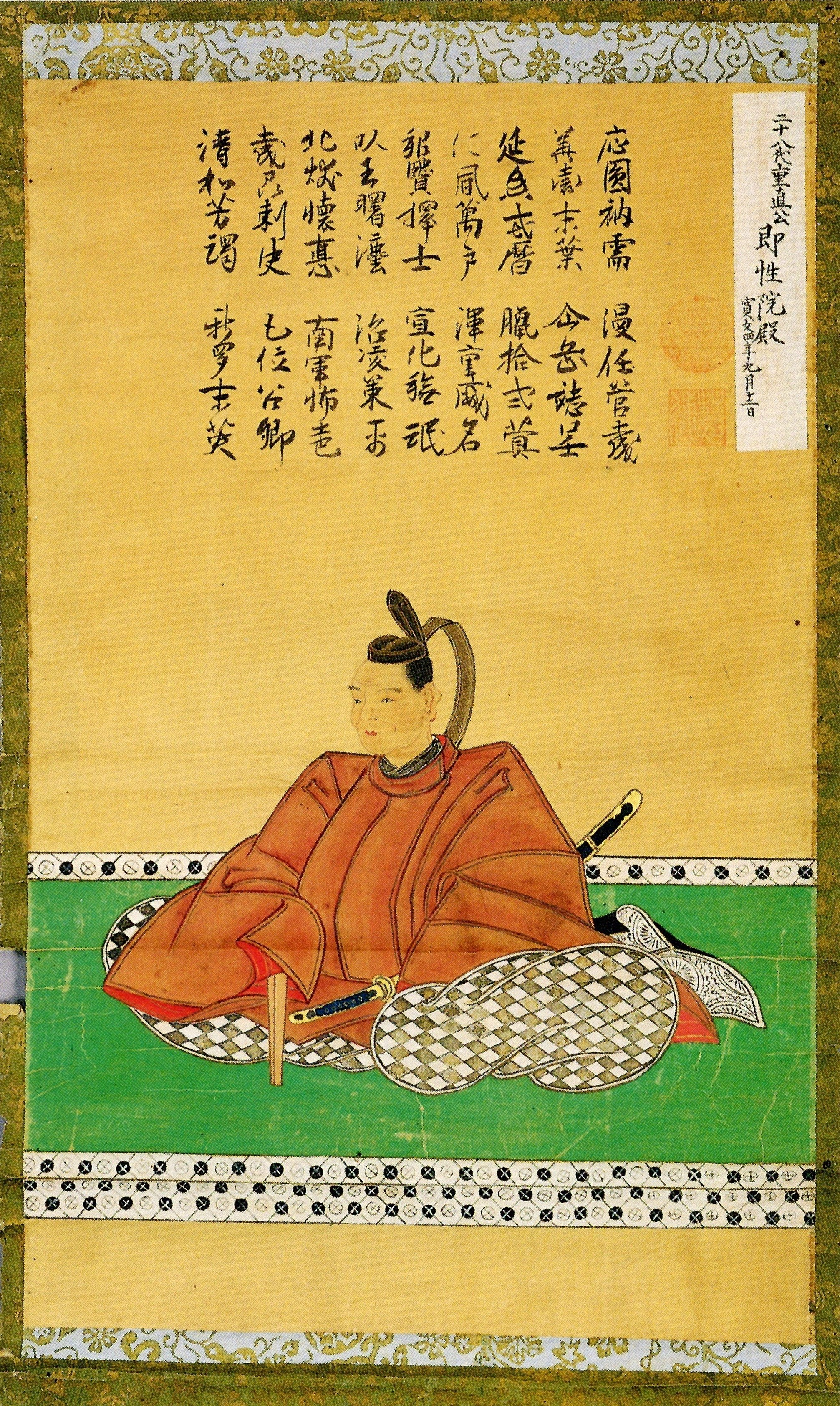
난부 시게나오

난부 시게나오(일본어: 南部重直, 1606년 4월 16일 ~ 1664년 10월 30일)는 모리오카번의 2대 번주이다. 통칭은 곤페이(権平)이며, 관위는 종오위하, 야마시로노카미(山城守)이다.
초대 번주 난부 도시나오의 셋째 아들로 에도에서 태어났다. 1632년, 아버지가 사망하면서 그 뒤를 이어 번주가 되었다. 선대부터 시작된 모리오카 성 축성 공사를 완성하였고, 번 통치의 기반을 닦았다. 1664년 음력 9월 12일, 에도에서 59세의 나이로 사망하였는데, 죽기 전에 쇼군 도쿠가와 이에쓰나에게 후계자의 선정과 가문의 존속에 대한 부탁을 하였다. 하지만 시게나오와 이에쓰나와의 대화 내용이 비밀에 부쳐진 관계로 번 내부에서 후계 문제를 놓고 혼란이 발생했다. 이에쓰나는 이에 따라 중재에 나서, 이모제 시치노헤 시게노부에게 2만 석을 삭감한 모리오카 8만 석 영지를 주어 가문을 잇게 하고, 또다른 이모제 나카사토 나오요시에게 하치노헤 2만 석 영지를 주어 사실상의 분할 상속을 행하였다.
| 전임 난부 도시나오 | 제2대 모리오카번 번주 1632년 ~ 1664년 | 후임 난부 시게노부 |